# Font del Remei
La Font del Remei es troba al Parc de la Serralada Litoral, la qual és també anomenada com a Font de la Pisotella.

## Descripció
És una petita construcció sense cap interès actualment. L'antic broc es pot veure a l'exposició permanent de la societat Sant Jaume, a Premià de Dalt. La font es nodria de dues mines situades barranc amunt i l'excedent del raig de la font baixava a Can Borbon. Pujant pel tàlveg trobarem restes de la conducció de teules i a uns 100 metres la boca d'una de les mines.

## Accés
És ubicada a Premià de Dalt: pujant des del poble pel camí Antic de Teià (ara carrer), la font és al marge dret (uns metres més enllà d'on s'acaba l'asfalt). Coordenades: x=444711 y=4594958 z=191.